# Les Deux Bâtards
Les Deux Bâtards est le huitième tome de la série de bande dessinée Les Mondes de Thorgal - La Jeunesse, dont le scénario est écrit par Yann et les dessins et couleurs réalisés par Roman Surzhenko. L'album fait partie d'une série spin-off qui suit les aventures du jeune Thorgal avant la série principale éponyme.

## Synopsis
Toujours enfermés dans les cachots de Harald-à-la-dent-bleue, Thorgal, Mehdi et Enyd tentent encore de s'échapper, sans succès.
Ils se retrouvent donc au banquet de Harald, donné autour d'une arène où Thorgal est jeté, face à un ours blanc aveugle et affamé. Il est bientôt rejoint par un jarl de la cour que Harald soupçonne de traîtrise. Ce jarl est rapidement dévoré par l'ours, ce qui donne un répit à Thorgal. Au même moment, Aaricia, servante aux cuisines, est désignée pour porter au banquet un plat de hákarl, du requin confit dans sa propre urine et laissé à pourrir 6 mois sous terre.
En arrivant dans la salle du banquet, Aaricia aperçoit Thorgal sans l'arène. Elle y saute et se protège de l'ours grâce au hákarl à l'odeur répugnante.
Sveynn, humilié une fois de trop par son père, le précipite dans l'arène. 
Dans leur cachot, Enyd et Mehdi s'échappent encore, avec succès cette fois, libérant du même coup tous les autres prisonniers.
Mehdi extrait Thorgal et Aaricia de l'arène mais y laisse le roi Harald qui parvient à tuer l'ours blanc.
Profitant de la confusion générale, Thorgal, Aaricia, Enyd, Isoline, Mehdi, Sveynn et d'autres, fuient et prennent la mer. 
Svyenn et Thorgal, tous deux des enfants adoptés, deviennent frères de sang.

## Publications
- Le Lombard, mars 2020  (ISBN 978-2-8036-7464-0)